# Tangled Up (Thomas Rhett)
Tangled Up è il secondo album in studio del cantante di musica country statunitense Thomas Rhett, pubblicato nel 2015.

## Tracce
Edizione Standard
1. Anthem – 3:13
2. Crash and Burn – 3:10
3. South Side – 2:51
4. Die a Happy Man – 3:46
5. Vacation – 3:43
6. Like It's the Last Time – 3:10
7. T-Shirt – 3:45
8. Single Girl – 3:18
9. The Day You Stop Looking Back – 3:25
10. Tangled – 3:33
11. Playing with Fire (featuring Jordin Sparks) – 3:26
12. I Feel Good (featuring LunchMoney Lewis) – 3:16
13. Learned It from the Radio – 3:39

Tracce Bonus - Edizione Deluxe
1. Star of the Show – 3:02
2. American Spirit – 3:38
3. Background Music – 2:50
4. Playing with Fire (featuring Danielle Bradbery) – 3:26
5. Die a Happy Man (featuring Tori Kelly (The Remix)) – 3:29

## Classifiche
| Classifica (2015) | Posizione raggiunta |
| ----------------- | ------------------- |
| Stati Uniti       | 6                   |